# Golden (chanson de Harry Styles)
 (janvier 2021).
Si vous disposez d'ouvrages ou d'articles de référence ou si vous connaissez des sites web de qualité traitant du thème abordé ici, merci de compléter l'article en donnant les références utiles à sa vérifiabilité et en les liant à la section « Notes et références ».
 (janvier 2021).
La mise en forme du texte ne suit pas les recommandations de Wikipédia : il faut le « wikifier ».
Les points d'amélioration suivants sont les cas les plus fréquents. Le détail des points à revoir est peut-être précisé sur la page de discussion.
- Les titres sont pré-formatés par le logiciel. Ils ne sont ni en capitales, ni en gras.
- Le texte ne doit pas être écrit en capitales (les noms de famille non plus), ni en gras, ni en italique, ni en « petit »…
- Le gras n'est utilisé que pour surligner le titre de l'article dans l'introduction, une seule fois.
- L'italique est rarement utilisé : mots en langue étrangère, titres d'œuvres, noms de bateaux, etc.
- Les citations ne sont pas en italique mais en corps de texte normal. Elles sont entourées par des guillemets français : « et ».
- Les listes à puces sont à éviter, des paragraphes rédigés étant largement préférés. Les tableaux sont à réserver à la présentation de données structurées (résultats, etc.).
- Les appels de note de bas de page (petits chiffres en exposant, introduits par l'outil «  Source ») sont à placer entre la fin de phrase et le point final[comme ça].
- Les liens internes (vers d'autres articles de Wikipédia) sont à choisir avec parcimonie. Créez des liens vers des articles approfondissant le sujet. Les termes génériques sans rapport avec le sujet sont à éviter, ainsi que les répétitions de liens vers un même terme.
- Les liens externes sont à placer uniquement dans une section « Liens externes », à la fin de l'article. Ces liens sont à choisir avec parcimonie suivant les règles définies. Si un lien sert de source à l'article, son insertion dans le texte est à faire par les notes de bas de page.
- La présentation des références doit suivre les conventions bibliographiques. Il est recommandé d'utiliser les modèles {{Ouvrage}}, {{Chapitre}}, {{Article}}, {{Lien web}} et/ou {{Bibliographie}}. Le mode d'édition visuel peut mettre en forme automatiquement les références.
- Insérer une infobox (cadre d'informations à droite) n'est pas obligatoire pour parachever la mise en page.

Pour une aide détaillée, merci de consulter Aide:Wikification.
Si vous pensez que ces points ont été résolus, vous pouvez retirer ce bandeau et améliorer la mise en forme d'un autre article.
Singles de Harry Styles
Watermelon Sugar
(2020)
Clip vidéo
[vidéo] « Golden », sur YouTube
Golden est une chanson du chanteur anglais Harry Styles apparaissant sur son deuxième album Fine Line sortie le 13 décembre 2019 sous les labels Erskine et Columbia Records. 

## Clip
Le clip musical est tourné en Italie, réalisé par Ben Turner et Gabe Turner et est publié le 26 octobre 2020 sur la plateforme Youtube. Styles court, conduit une voiture et nage,. 

### Personnel
- Harry Styles - chant, chœurs, composition de chansons
- Tyler Johnson - production, composition, chœurs, claviers
- Kid Harpoon - coproduction, composition, chœurs, basse synth moog, guitare acoustique
- Mitch Rowland - composition, batterie, guitare slide, glockenspiel, guitare électrique
- Leo Abrahams - guitare électrique
- Sammy Witte - ingénierie
- Jon Castelli - ingénierie supplémentaire
- Mark Rankin - ingénierie supplémentaire
- Nick Lobel - ingénierie supplémentaire
- Dylan Neustadter - assistant ingénieur
- Jeremy Hatcher - assistant ingénieur
- Kevin Smith - ingénieur adjoint
- Oli Jacobs - assistant ingénieur
- Oliver Middleton - ingénieur adjoint
- Rob Bisel - assistant ingénieur
- Tyler Beans - assistant ingénieur
- Spike Stent - mélange
- Michael Freeman - assistant de mixage
- Randy Merrill - maîtrise

## Statistiques
| Classement (2019-2020)         | Meilleure position |
| ------------------------------ | ------------------ |
| Australie (ARIA)               | 46                 |
| Canada (Hot 100)               | 78                 |
| Canada (CHR/Top 40)            | 50                 |
| Irlande (IRMA)                 | 30                 |
| Nouvelle-Zélande (RMNZ)        | 40                 |
| Royaume-Uni (UK Singles Chart) | 44                 |
| États-Unis (Hot 100)           | 86                 |
| États-Unis (Pop Airplay)       | 38                 |

## Certifications
| Région | Certification | Ventes/Streams |
| --- | ------------- | -------------- |
| Australie (ARIA) | 2 × Platine   | 140 000‡^      |
| Autriche (IFPI) | Or            | 15 000‡x       |
| Brésil (ABPD) | 2 × Platine   | 80 000‡*       |
| Canada (Music Canada) | Platine       | 80 000‡^       |
| Danemark (IFPI) | Or            | 45 000‡^       |
| États-Unis (RIAA) | Platine       | 1 000 000‡^    |
| Italie (FIMI) | Platine       | 70 000‡        |
| Mexique (AMPFV) | 3 × Platine   | 210 000‡^      |
| Pologne (ZPAV) | Or            | 10 000‡*       |
| Portugal (AFP) | Or            | 15 000‡x       |
| Royaume-Uni (BPI) | Platine       | 600 000‡       |
| *Ventes selon la certification ^Mise en rayon selon la certification xNon précisé par la certification ‡ventes/streaming selon la certification |               |                |

## Historique de sortie
| Pays        | Date             | Format                                   | Label                   | Réf.   |
| ----------- | ---------------- | ---------------------------------------- | ----------------------- | ------ |
| Divers      | 13 décembre 2019 | - Téléchargement - Streaming             | - Erskine - Columbia    | [ 22 ] |
| Royaume-Uni | 23 octobre 2020  | Diffusion radio (contemporary hit radio) | - Columbia - Sony Music | [ 23 ] |
| États-Unis  | 26 octobre 2020  | Diffusion radio (Hot/Modern/AC radio)    | Columbia                | [ 24 ] |
| États-Unis  | 27 octobre 2020  | Diffusion radio (contemporary hit radio) | Columbia                | [ 25 ] |